# Eduardo Adelino da Silva
Eduardo Adelino da Silva, meglio noto come Eduardo (Rio de Janeiro, 13 ottobre 1979), è un ex calciatore brasiliano, di ruolo centrocampista.

## Carriera

### Club
Ha giocato nella massima serie dei campionati belga, francese, svizzero e nordamericano.

### Nazionale
Nel 1995 ha perso la finale dei Mondiali Under-17.

## Palmarès

### Club

#### Competizioni nazionali
- Campionato brasiliano: 1

Vasco da Gama: 2000
- Torneo Rio-San Paolo: 1

Vasco da Gama: 1999
- Campionato svizzero: 1

Basilea: 2007-2008
- Coppa Svizzera: 2

Basilea: 2006-2007, 2007-2008

#### Competizioni statali
- Taça Guanabara: 1

Vasco da Gama: 2000

#### Competizioni internazionali
- Coppa Mercosur: 1

Vasco da Gama: 2000